# معتمدية سوسة المدينة
معتمدية سوسة المدينة إحدى معتمديات الجمهورية التونسية، تابعة لولاية سوسة.